# Roy Smith
Roy Smith (ur. 19 kwietnia 1990) – kostarykański piłkarz, reprezentant kraju. Obecnie występuje w Santos Guápiles.

## Kariera reprezentacyjna
W reprezentacji Kostaryki zadebiutował w 2010. W sumie w reprezentacji wystąpił w 2 spotkaniach.

## Statystyki
| Reprezentacja Kostaryki | Reprezentacja Kostaryki | Reprezentacja Kostaryki |
| Rok                     | Mecze                   | Gole                    |
| ----------------------- | ----------------------- | ----------------------- |
| 2010                    | 2                       | 0                       |
| Razem                   | 2                       | 0                       |